# 라이날드 폰 다셀

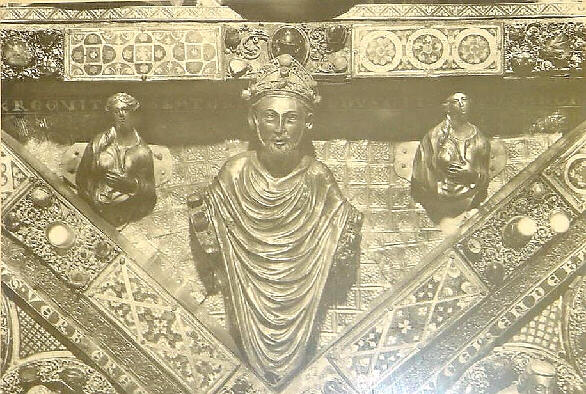
쾰른 대성당에 소장된 동방 박사 유물함에 새겨진 라이날드 폰 다셀의 모습

라이날드 폰 다셀 (Rainald von Dassel, 1114년에서 1120년 사이에 태어남, 1157년 8월 14일 로마에서 사망)은 1159년에서 1167년까지 쾰른의 대주교이자 이탈리아의 대재상이였다.